# Cecilská hudební jednota
Cecilská hudební jednota (zkratka CHJ) je schola s již dvousetletou tradicí. Zpívá hlavně při liturgii, její domovskou farností je římskokatolická farnost – děkanství Ústí nad Orlicí s kostelem Nanebevzetí Panny Marie.

## Historie
- Cecilská hudební jednota byla založena v Ústí nad Orlicí dne 22. listopadu roku 1803 jako „Jednota sv. Cecilie k pěstování hudby kostelní“, která se měla stát vydatným zdrojem k povznesení ústecké kostelní hudby. Zakládajícími členy byli tři "vynikající muži", ústečtí rodáci: Jan Zizius, Jan Jahoda a Jan Stehno. Současně přijali za svou patronku sv. Cecílii – patronku hudby. Od svého založení měla CHJ složku vokální i instrumentální. Provozovala velké figurální mše o hlavních církevních svátcích v den ústecké pouti (Nanebevzetí Panny Marie) a v den sv. Cecílie. Vokální složka sboru působí od té doby nepřetržitě, tedy více než 200 let.
- V roce 1996 iniciovala vznik Festivalu duchovní hudby svaté Cecílie, který se koná vždy první říjnovou sobotu. Vystupují tam chrámoví varhaníci a chrámové z celého Česka. Znělkou tohoto festivalu je skladba P. J. Olejníka „Žalm 150“.
- 1983

Od tohoto roku (kdy byl duchovním správcem ústecké farnosti P. Josef Kajnek) se CHJ v duchu liturgie, obnovené II. vatikánským koncilem, zapojila do zpěvu liturgických textů. Uměleckého vedení se ujímají manželé Oldřich a Marie Heylovi, kteří ve sboru slouží až do roku 2007.
- V současnosti vede scholu Bc. Cecilie Pecháčková, která je zároveň farní varhanicí a regenschori (ředitelka kůru).

Cecilskou hudební jednotou prošli mnozí význační hudebníci jako Leopold Jansa, Alois Hnilička, František Špindler, Jaroslav Kocian a další.

## Repertoár
Repertoáru CHJ obsahuje více než 200 skladeb od gregoriánských chorálů až po soudobé. Mezi tradiční a oblíbené autory můžeme zařadit skladatele jako jsou: G. P. da Palestrina, Th. L. de Victoria, R. Twardowsky, Jaroslav Kocian, Adam Michna z Otradovic, P. Josef Olejník, Petr Eben, Bohuslav Korejs a další. 
Zpívá průměrně 70x za rok na nedělních mší svatých a slavnostech. Kromě zpěvů při bohoslužbách pořádá příležitostně koncerty. Zkoušky probíhají pravidelně každou sobotu a v létě jezdí na několikadenní soustředění.
CHJ má také svou hymnu, která začíná slovy: "Zavzni, hudbo, v celé kráse, v rozkošném svém hučení...", začátek této Cecilské hymny se stal i znělkou města Ústí nad Orlicí.

## Organizace
Ve sboru je určen " I. starší" – Pavel Chasák a "II. starší" – František Hordějčuk, kteří se spolu se sbormistrovou starají o organizační záležitosti, vedou dokumentaci sboru apod. Členy CHJ můžeme rozdělit na účinkující (zpívají či hrají), přispívající (podporují sbor materiálně i duchovně) a čestné (ti, kteří se nějak více zasloužili o chod nebo vedení sboru, např. skladatelé, sbormistři, kněží). Přijímání členů se děje každoročně na Valné hromadě, která se koná na svátek sv. Cecílie (22. listopadu), a probíhá dle stanov CHJ. Aktuálně má sbor 20 účinkujících členů.